# Хайыр (село)
Хайы́р (якут. Хайыр) — село в Усть-Янском улусе Республики Саха (Якутия) России. Административный центр и единственный населённый пункт Омолойского национального наслега.

## География
Село находится в северной части Якутии, в пределах Яно-Индигирской низменности, на правом берегу реки Омолой, на расстоянии 408 км к северо-западу от посёлка Депутатский, административного центра улуса. Абсолютная высота — 14 м над уровнем моря.
Климат
Климат характеризуется как приморский арктический, с продолжительной морозной зимой и коротким прохладным летом. Средняя температура воздуха самого тёплого месяца (июля) составляет 4 °C; самого холодного (января) — −32 − −40 °C. Среднегодовое количество атмосферных осадков составляет 150—200 мм. Снежный покров держится в течение 255—265 дней в году.
Часовой пояс
Село Хайыр находится в часовой зоне МСК+7. Смещение применяемого времени относительно UTC составляет +10:00.

## Население
| 2002 | 2010 | 2012 | 2013 | 2014 | 2015 | 2016 |
| ---- | ---- | ---- | ---- | ---- | ---- | ---- |
| 441  | ↘433 | ↘421 | ↗425 | ↘413 | ↘407 | ↘397 |
| 2017 | 2018 | 2019 | 2020 | 2021 |      |      |
| ↘388 | ↗389 | ↗396 | ↗405 | ↗419 |      |      |

Половой состав
По данным Всероссийской переписи населения 2010 года в гендерной структуре населения мужчины составляли 51,5 %, женщины — соответственно 48,5 %.
Национальный состав
Согласно результатам переписи 2002 года, в национальной структуре населения якуты составляли 57 %, эвены — 39 %.

## Улицы
| - ул. Алексеева, - ул. Алексея Слепцова, - ул. Арьяна Болтунова, - ул. Василия Барабанского, | - ул. Иннокентия Барабанского, - ул. Марии Стручковой, - пер. Новый. |

## Инфраструктура
Функционируют клуб, неполная средняя общеобразовательная школа, учреждения здравоохранения и торговли.

## Транспорт
Транспортное сообщение осуществляется по автомобильной дороге регионального значения Кулар — Хайыр, а также речным транспортом.